# Église Saint-Michel-Archange de Dražovce
Pour les articles homonymes, voir Église Saint-Michel.

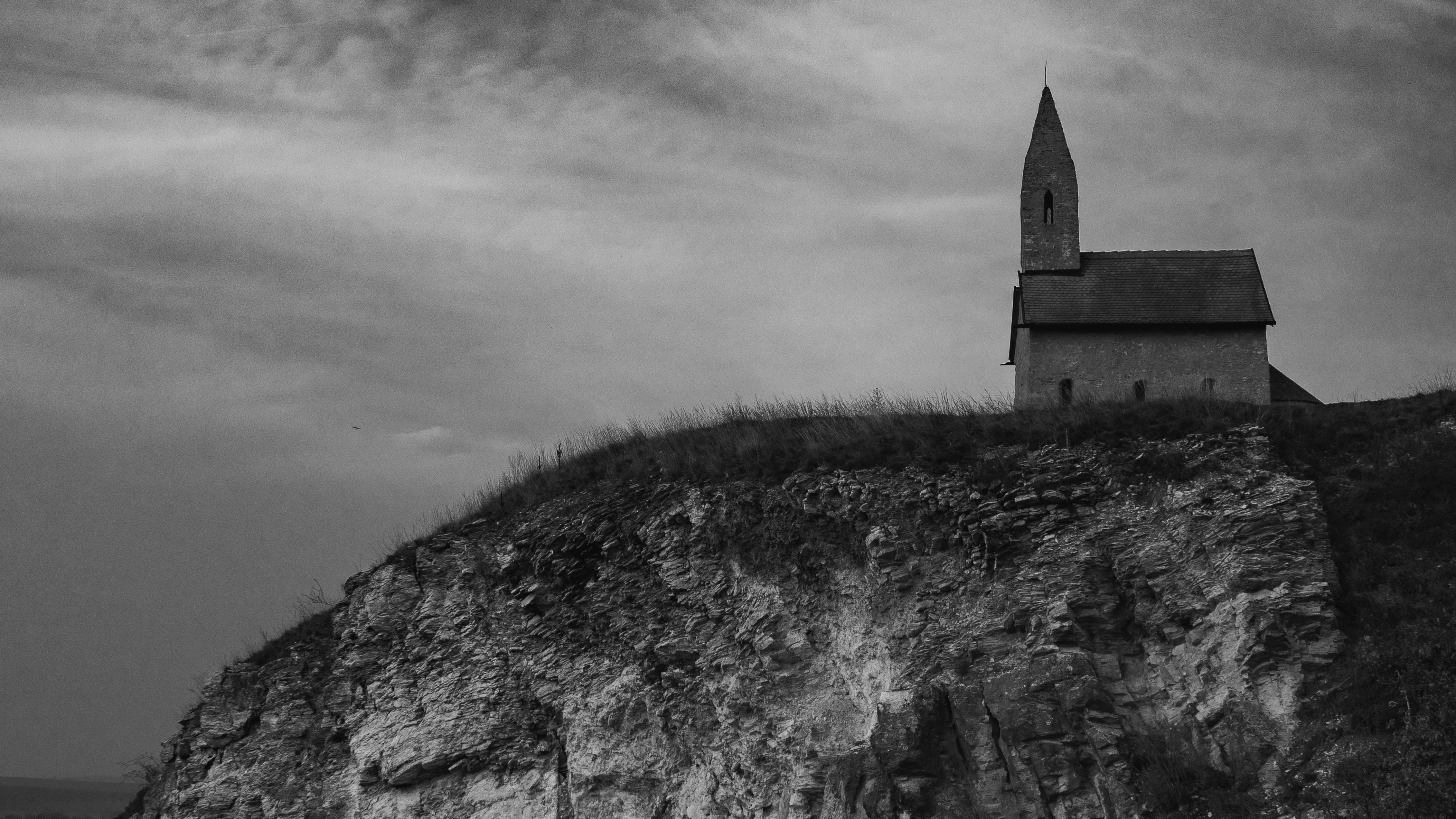
L'Église Saint-Michel-Archange de Dražovce. Octobre 2020.

L’église Saint-Michel-Archange de Dražovce (en slovaque : kostol svätého Michala Archanjela) est une église de Slovaquie située à Dražovce, un hameau rattaché à la ville de Nitra. Elle date du XIe siècle.
Construite sur une colline abrupte, elle est reconnaissable de loin. L’église figurait sur les billets de 50 couronnes slovaques (avant le passage à l’euro).